# Władysław Gollob
Władysław Czesław Gollob (ur. 26 maja 1937 w Gdyni) – polski działacz żużlowy, konstruktor lotniczy, przedsiębiorca, ojciec Jacka i Tomasza Gollobów.

## Życiorys
W młodzieńczych latach jako uczeń gdańskiego Technikum Budowy Okrętów uprawiał żeglarstwo, ze sportami motocyklowymi związany jest od 1956 roku, kiedy jako członek Ligi Przyjaciół Żołnierza ścigał się na torze w Stoczni Północnej. Uprawianie tych dyscyplin przerwała służba wojskowa, którą odbywał w Dęblinie, a następnie w 6 Dywizji Powietrznodesantowej w Krakowie. Po zakończeniu służby przeniósł się do Bydgoszczy, gdzie założył rodzinę i podjął pracę mechanika klubowego w Polonii Bydgoszcz, do czasu narodzin syna Tomasza uprawiał sport motocyklowy, był rajdowym mistrzem okręgu. 
W latach 70. pracował przy motocyklach Andersa Michanka oraz Romana Jankowskiego, jak i całej leszczyńskiej Unii. Pasję do motocykli przekazał dwóm synom, których przygotowywał do startów w motocrossie, a następnie za namową Krzysztofa Głowackiego oddał do sekcji żużlowej Polonii Bydgoszcz opiekując się ich sprzętem. W Polonii pełnił funkcję trenera oraz członka zarządu klubu. Był też zaangażowany w reaktywację WKM Warszawa. W październiku 2015 roku nabył pakiet kontrolny akcji w spółce ŻKS Polonia Bydgoszcz, stając się jej właścicielem. Po trzech sezonach prezesury przekazał swoje stanowisko Jerzemu Kanclerzowi, któremu w 2019 roku sprzedał akcje spółki.